# Jan Tops
Johannes Augustinus Petrus „Jan” Tops (ur. 5 kwietnia 1961 w Valkenswaard) – holenderski jeździec sportowy. Złoty medalista olimpijski z Barcelony. 

## Kariera sportowa
Specjalizował się w skokach przez przeszkody. Brał udział w czterech igrzyskach (IO 88, IO 92, IO 96, IO 00). W 1992 po złoto sięgnął w drużynie, jadąc na koniu Top Gun. Wspólnie z nim startowali: Piet Raijmakers, Bert Romp oraz Jos Lansink. W drużynie był złotym (1991), srebrnym (1997) i brązowym (1999) medalistą mistrzostw Europy.